# Louisiana (Nova Espanya)

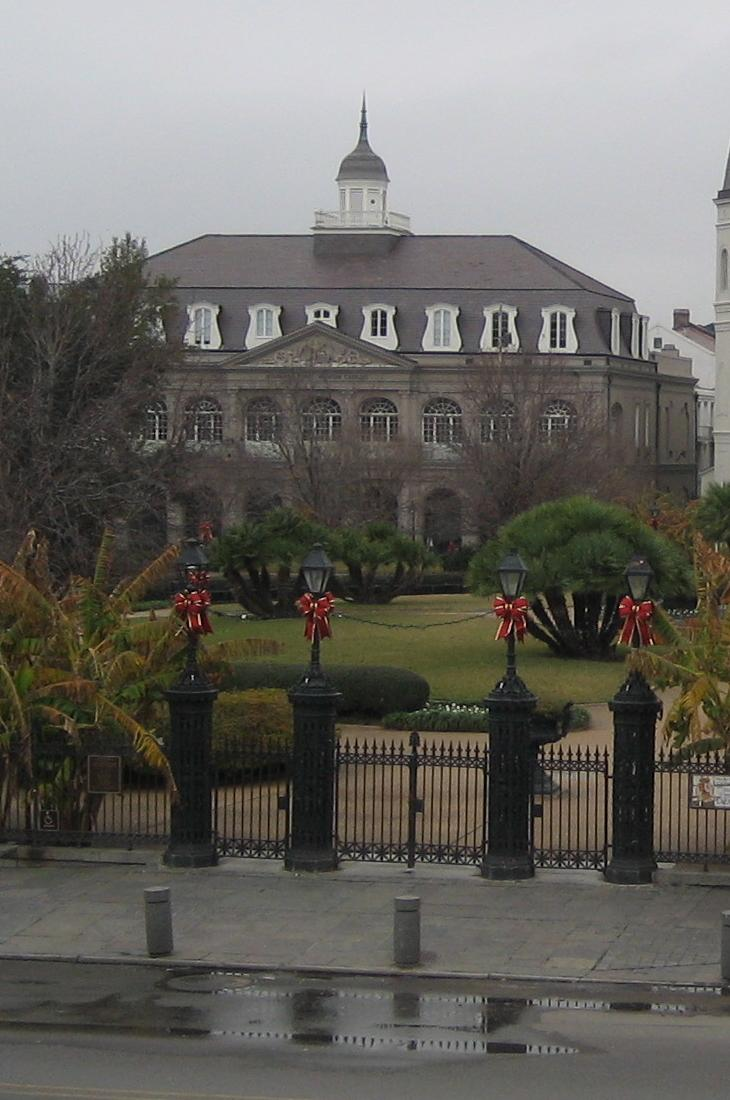
El "cabildo" de Nova Orleans era la seu del governador espanyol a Louisiana.

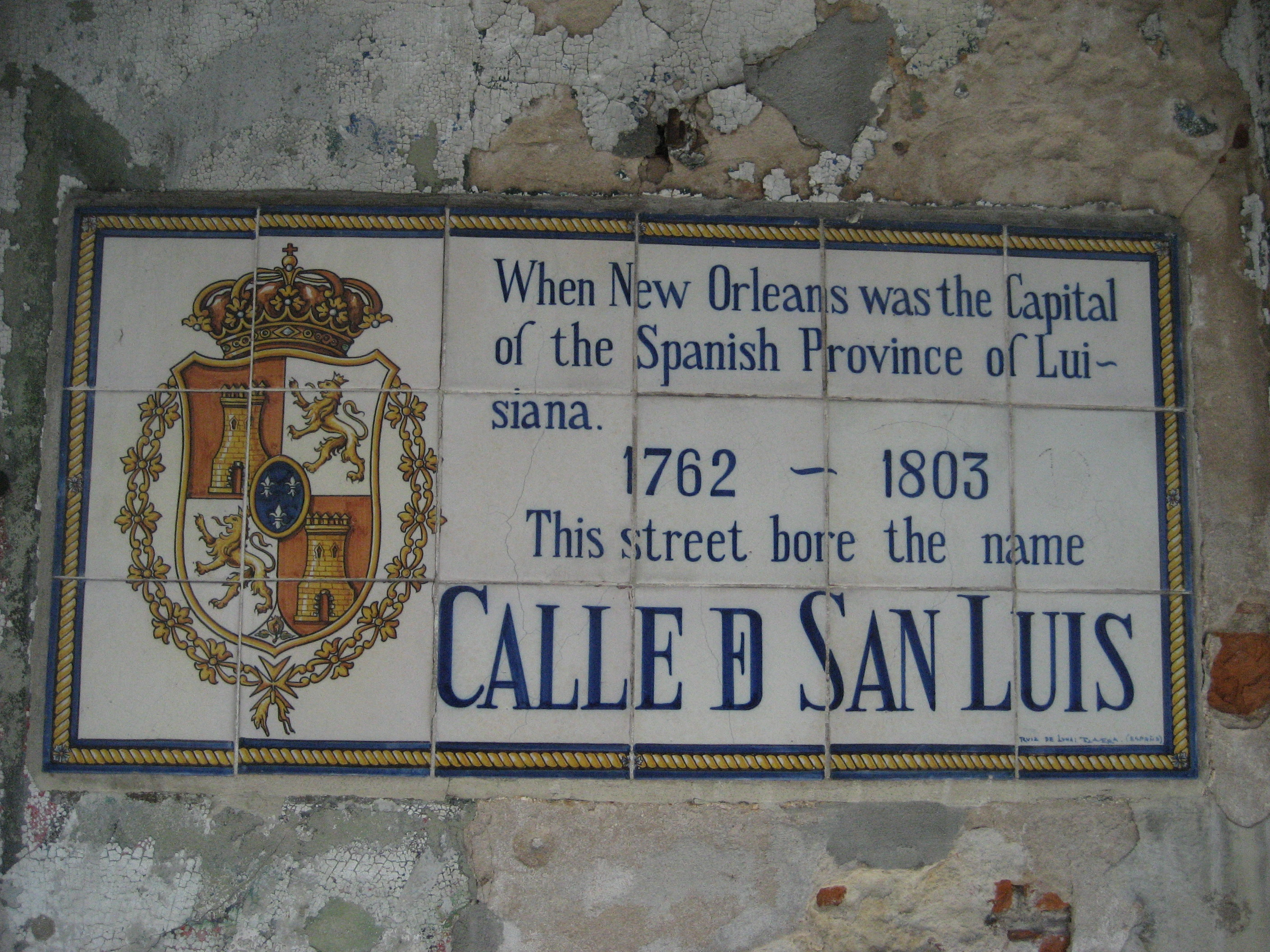
Carrer "San Luis" a Nova Orleans

Louisiana fou una governació pertanyent a la Capitania General de Cuba, en el Virregnat de Nova Espanya entre 1764 i 1803. Aquest territori estava situat a l'oest del riu Mississipi. La seva principal ciutat era Nova Orleans. Aquest territori li va ser cedit a Espanya després del Tractat de París (1763) a canvi de la pèrdua de Les Florides (recuperada el 1783) i va ser retornat a França el 1800 mitjançant el Tercer Tractat de San Ildefons. Aquest territori de 50.000 habitants no natius va sumar 2.140.000 km² al ja extensíssim Imperi Espanyol que va arribar la seva cúspide territorial en aquesta època. A causa de l'enormitat del territori (més de quatre vegades la mida de la metròpoli) la presència espanyola i l'empremta que va deixar aquesta va ser escassa centrant-se principalment a Nova Orleans, seu de la governació.

## Història

### Exploració espanyola
Abans que França comencés a descobrir aquesta zona i convertir-la en la seva colònia de Nova França els exploradors espanyols ja havien explorat el Mississipi (anomenat per ells «Riu de l'Esperit Sant») des de la Florida. Hernando de Soto reclamar la conca del Mississipi per a Espanya a 1538. el 1541 Francisco Vázquez de Coronado explora les extenses prades a les Grans Planes d'aquest territori que va anomenar «Cíbola" o "Llanos de Cíbola» (per l'abundància de bisons americans, també, potser per una deformació del nom espanyol original es va dir al territori« Plans del cub ") des de Mèxic buscant les Set Ciutats d'Or així com la Quiviras i arribant pel nord fins Uachita i per l'est fins a Kansas inclosa.

### Exploració francesa
Des 1673 els francesos, des de la seva colònia de Nova França (actual Quebec, i l'Acàdia, Canadà), exploren el riu Mississipi i reclamen el territori per a França.

### Colonització francesa
El 1682 aquesta regió passa a denominar Louisiana francesa (la Louisiane Française) i és incorporada a Nova França com un districte administratiu. S'estén des del golf de Mèxic fins a l'actual frontera del Canadà. El 1718 es funda Nova Orleans que es convertirà en la ciutat més important del territori i la seva capital a 1723.
El 1762 amb la Guerra dels Set Anys acabant, Carles III d'Espanya demana al rei francès que a canvi del suport ofert per Espanya (suport que li va costar perdre les Les Florides entre 1763 i 1783) li lliuri Louisiana. Això s'estableix en el Tractat de Fontainebleau. El 1763, pel Tractat de París se cedeix a Gran Bretanya Les Florida, per part d'Espanya, i Nova França per part de França, excepte Louisiana, que serà per a Espanya.

### Colonització espanyola
El 1764 s'anuncia formalment l'adquisició de Louisiana per part d'Espanya. el 1766 Antonio de Ulloa comença a exercir el càrrec de primer governador espanyol de Louisiana. el 1768 es produeix una revolta, ja que el governador no era del gust dels colons. Alejandro O'Reilly, el segon governador, la sufoca i estableix la llei espanyola, i prohibeix l'esclavitud dels indígenes.
La figura més coneguda del període espanyol va ser Bernardo de Gálvez y Madrid, nomenat governador de Louisiana, a qui va correspondre dictar la declaració de guerra d'Espanya contra la Gran Bretanya el 8 de maig de 1779. Derrotà els britànics a les batalles de Baton Rouge, Natchez, Mobile i Pensacola, i va recobrar les Florides per a Espanya el 1781, reconeguda pel Tractat de París (1783). Té una estàtua al carrer Canal i la ciutat de Galveston es diu així en honor seu. El 1788 es fundava Nova Madrid a la vora del curs mitjà del Mississipi, en aquesta mateixa època es consolidava la immigració de cajuns (o cadiens) refugiats des d'Acadia.
D'altra banda les autoritats espanyoles van promoure importants exploracions que van inaugurar rutes comercials, les més cèlebres són la de Pere vial que va inaugurar (seguint en part els recorreguts de Vázquez de Coronado dos segles abans) entre altres el Camí de Santa Fe comunicant a Santa Fe del Yunque amb Saint Louis (Missouri) vinculant d'aquesta manera Nou Mèxic amb l'Alta Louisiana. Un altre important explorador espanyol va ser Manuel Lisa que partint des de Saint Louis es va dirigir al nord-oest cap a Montana inaugurant el Camí d'Oregon.
També durant la Guerra d'Independència Nord-americana, al recolzar Espanya als nord-americans contra els anglesos hi va haver una breu incorporació de territoris a l'est del riu Mississipi al nord de la Florida, a la zona llavors anomenada «Riscos Chicazas» els espanyols van fundar a 1790 el Fort de San Fernando de les Barrancas concretament en l'actual assentament de la ciutat de Memphis, i bastant més al sud el Fort de Nogales, reclamant Espanya els territoris avui corresponents a Alabama, Kentucky, Mississipi i Tennessee, encara que en haver transferit els anglesos durant el ja esmentat Tractat de París la zona a l'est del Mississipi als acabats sorgits Estats Units, Espanya es va veure forçada a retrocedir les seves reclamacions territorials al sud del paral·lel 32° N després del Tractat de San Lorenzo (1795).
Va ser durant el govern del reusenc Esteve Rodríguez i Miró quan es van produir els dos primers incendis catastròfics que van destruir la meitat de Nova Orleans. Rodríguez va aprovar ordenances per regular la construcció d'edificis i això va deixar l'estil espanyol en l'arquitectura de la ciutat, que va començar a comptar amb arcades, patis i fonts, de tot això en trobem notables avui en dia.
També destaca el govern del Coronel Joan Baptista Gemma i Lleonart (no confondre amb el seu oncle senyor Joan Gemma i Lleonart i Fontanills Governador de Costa Rica de 1740-1747), i ajudant de camp del Governador senyor Esteban Rodríguez Miró, i successor d'aquest durant un breu període, fins a l'arribada del nou governador, el Baró de Carondelet, l'any 1791.
El governador Francisco Luis Héctor baró de Carondelet va començar a governar el 1791 i es va distingir com un dels millors administradors i urbanistes de la capital. Va fer construir nous canals per facilitar el comerç, i es van edificar forts per protegir la ciutat d'atacs militars. A més es va instal·lar l'enllumenat públic, es van instaurar rondes nocturnes de policies i es va publicar el primer diari de Louisiana.
L'únic governador espanyol sepultat a Nova Orleans és el general Manuel Luis Gayoso de Lemos, qui va exercir el càrrec de 1797 a 1799.
Mentre s'havia produït la Revolució Francesa i Napoleó Bonaparte va voler recuperar Louisiana. El governador que va succeir a Gayoso va ser el marquès de Casa Calvo (1799-1801), i l'últim governador espanyol va ser Juan Manuel Salcedo, que va ser governador entre 1801 i 1803. Finalment mitjançant la signatura del Tractat de Sant Ildefons el 1803, pel qual Louisiana va ser retornada a França després de la pressió exercida per Napoleó Bonaparte.